# Исчезнувшие населённые пункты Омской области
Исчезнувшие населённые пункты Омской области — перечень прекративших существование населённых пунктов на территории Омской области.
В силу разных причин они были покинуты жителями, или включены в состав других населённых пунктов.

## Перечень

### 2008 год
Законом Омской области от 4 июня 2008 года  № 1044-ОЗ упразднены 16 селений
- Большеуковский р-он — дер. Зудилово
- Исилькульский р-он — дер. Воскресенка, дер. Моховое
- Кормиловский р-он — пос. Дальний
- Называевский р-он — дер. Комиссаровка, н.п. Отгон Красный Казах, аул Энбекши-Казах
- Оконешниковский р-он — дер. Ново-Крестики
- Павлоградский р-он — часть р.п. Павлоградка
- Русско-Полянский р-он — разъезд Новосанжаровский, станция Сибиряк, аул Шортамбай
- Седельниковский р-он — дер. Бароновка, дер. Покровка, дер. Большеникольск, дер. Кирпичное, дер. Верхняя Баклянка, дер. Щелкановка
- Тюкалинский р-он — дер. Бугровая, дер. Покровка

Законом Омской области от 1 ноября 2008 года  № 1090-ОЗ упразднены 15 селений
- Большереченский р-он — дер. Малокаиркуль, дер. Петровка
- Исилькульский р-он — аул Бакабас
- Крутинский р-он — дер. Солорёвка
- Тарский р-он — пос. Туй, дер. Юрьевка, дер. Айткулово, дер. Дубовка, дер. Калачёвка, дер. Усюльган, дер. Калинина, дер. Усть-Уй, дер. Калашниково
- Тевризский р-он — дер. Сенинск, дер. Новоникольск
- Шербакульский р-он — дер. Талово

### 2004 год
Законом Омской области от 30 июля 2004 г. N 546-ОЗ исключены из АТД области:
- Муромцевский р-н: дер. Плотбище
- Называевский р-н: дер. Ереминская База и Лебедки
- Омский р-н: Участок N 2, дер. Булатово, пос. Осташково, Новоалександровка, станция Пламя
- Саргатский р-н : дер. Верблюжье, Тамбовка
- Усть-Ишимский р-н: дер. Эбаргуль

### 2001 год
Фёдоровский кордон, поселок Садовый и кордон Шандровский Любинского района.

### 2000 год
- Кирпичный завод в Азовском немецком национальном районе[6]
- Новый Кипшак — упразднённый аул в Марьяновском районе[7].

### 1999 год
Постановлением Законодательного собрания Омской области от 22 февраля 1999 года  № 54
- в Исилькульском р-не хутор 13, хутор Пенза, пос. Северный, аул Старый Макен.

### 1998 год
- Постановлением Законодательного собрания Омской области от 17 декабря 1998 года  № 280[9] в Большереченском районе упразднены:

деревни Маткуль, Лугово-Бесстрашниково, Почекуево Шипицинской сельской администрации, деревню Красный Яр Такмыкской сельской администрации
- Постановлением Законодательного собрания Омской области от 17 декабря 1998 года  № 281[10] упразднены: аул Бурле Новосанжаровской сельской администрации, деревня Розовский разъезд Розовской сельской администрации.

### 1965 год
Северо-Уманка —  деревня Алексеевского сельсовета в Москаленском районе.